# Marco Frapporti
Marco Frapporti (Gavardo, 30 marzo 1985) è un ex ciclista su strada italiano, professionista dal 2008 al 2021.

## Carriera
Originario della Valle Sabbia, in provincia di Brescia, è nato a Gavardo e cresciuto a Lavenone. Fratello maggiore di Simona e Mattia Frapporti, anch'essi ciclisti, si è diplomato geometra e risiede a Storo in Valle del Chiese (TN).
Comincia a pedalare a 10 anni; trascorre poi due anni nella categoria allievi con Bruno Giacomini, due tra gli juniores con Marco Artunghi, ex gregario di Marco Pantani, e tre nei dilettanti con l'Egidio/Unidelta, il team diretto da Bruno Leali, ex ciclista proveniente anch'egli dalla Valle Sabbia. Nella categoria dilettanti si aggiudica otto corse, tra cui il Giro del Canavese e il Piccolo Giro di Lombardia nel 2007.
Passa professionista nel 2008 con la CSF Group-Navigare di Bruno Reverberi. Dopo il secondo posto al Gran Premio Industria e Commercio di Prato 2008, nel 2009 ottiene la prima vittorie tra i pro aggiudicandosi la seconda tappa del Giro della Provincia di Grosseto. Nel maggio 2010 prende parte per la prima volta al Giro d'Italia; durante la stagione conquista in solitaria una frazione al Tour of Britain, mentre nel 2011 fa sua la prima tappa del Brixia Tour.
Nel 2013 si trasferisce all'Androni Giocattoli di Gianni Savio, e in stagione si piazza terzo al Gran Premio del Canton Argovia vincendo pochi giorni dopo la quarta e ultima tappa della Route du Sud. Nel 2016 conclude al secondo posto la Quattro Giorni di Dunkerque a tappe, mentre l'anno dopo è secondo al Gran Premio Città di Lugano. Al Giro d'Italia 2018 vince quindi la classifica dei fuggitivi (il "Premio Fuga") con 640 km corsi all'attacco; l'anno seguente, durante la quarta tappa del Giro d'Italia 2019 è invece per diverse ore maglia rosa virtuale prima di essere ripreso dal gruppo ai meno 10 dal traguardo.
Lasciata l'Androni dopo sette anni, nel biennio 2020-2021 gareggia con la Vini Zabù di Angelo Citracca; al termine del 2021, complice lo scioglimento della squadra, lascia l'attività professionistica. Rimane comunque nell'ambiente, in quanto eletto come vice presidente non in attività dell'Associazione Corridori Ciclisti Professionisti Italiani (ACCPI).

## Palmarès
- 2004 (Egidio-Unidelta)

Gran Premio di San Luigi
- 2007 (U.S. Cremonese-Unidelta)

2ª tappa Giro Ciclistico Pesca e Nettarina di Romagna Igp
Piccolo Giro di Lombardia
Giro del Canavese
- 2009 (CSF Group-Navigare, una vittoria)

2ª tappa Giro della Provincia di Grosseto (Santa Fiora > Orbetello)
- 2010 (Colnago-CSF Inox, una vittoria)

5ª tappa Tour of Britain (Tavistock > Glastonbury)
- 2011 (Colnago-CSF Inox, una vittoria)

1ª tappa Brixia Tour (Ponte di Legno > Edolo)
- 2013 (Androni Giocattoli-Venezuela, una vittoria)

4ª tappa Route du Sud (Saint-Gaudens > L'Isle-Jourdain)

### Altri successi
- 2012 (Team Idea)

Classifica traguardi volanti Giro del Trentino
- 2018 (Androni Giocattoli-Sidermec)

Premio Fuga Giro d'Italia

## Piazzamenti

### Grandi Giri
- Giro d'Italia

2010: 138º
2011: 132º
2014: 108º
2015: 98º
2018: 119º
2019: 81º
2020: 108º

### Classiche monumento
- Milano-Sanremo

2010: 117º
2011: 58º
2014: ritirato
2015: ritirato
2016: 83º
2017: 102º
2019: 125º
2020: 134º
- Giro delle Fiandre

2015: ritirato
- Giro di Lombardia

2008: ritirato
2010: ritirato
2013: ritirato
2015: 51º
2017: ritirato
2018: ritirato
2020: ritirato
2021: ritirato

### Competizioni mondiali
- Campionati del mondo

Stoccarda 2007 - In linea Under-23: 23º

### Competizioni europee
- Campionati europei

Sofia 2007 - In linea Under-23: 85º